# Heuberg (Salzburg)
Der Heuberg ist ein 901 m ü. A. hoher Bergrücken im Norden des österreichischen Bundeslandes Salzburg. Er erstreckt sich als Landschaftsraum an ihrem Nordostrand bis in die Stadt Salzburg. Der Großteil der einst eigenständigen Kleinstgemeinde Heuberg gehört heute zur Gemeinde Koppl. Weitere Teile des Bergrückens gehören zu Hallwang, Eugendorf und Plainfeld.

## Geographie
Der Heuberg bildet als einer der nordwestlichsten Ausläufer der Salzkammergutberge – es folgt noch der Haunsberg rund 10 km nördlich der Stadt Salzburg – einen der kleineren Stadtberge der Landeshauptstadt und ist dem ebenfalls im Stadtgebiet gelegenen Gaisberg nordwestlich vorgelagert.

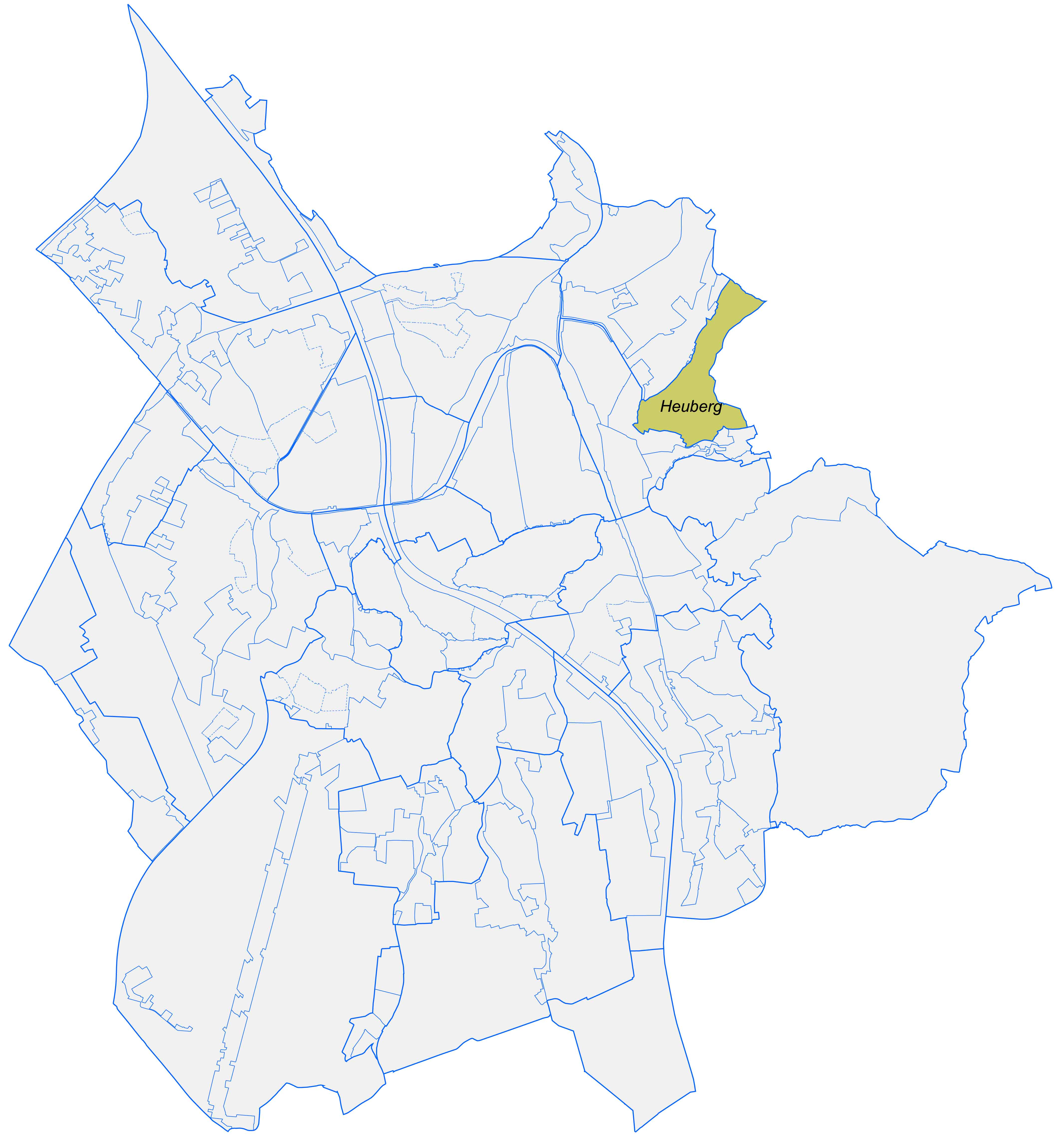
Lage des Salzburger Stadtteils Heuberg

Die bewaldete Bergkuppe erstreckt sich nördlich der alten Siedlung Gnigl nach Osten hin, an ihrem Nordrand liegt das zu Hallwang gehörende Esch-Mayrwies, in dessen Gemeindegebiet genau an der Grenze zu Koppl auch die höchste Erhebung des Heuberges liegt. Der Höhenzug bildet den Nordrand der Alpen und verläuft östlich als Petersberg bis in die zu Eugendorf gehörende Gegend um Gottsreut (Hochgottsreit) (Sommeregg 831 m ü. A.), von wo der Rücken über Eugendorfer Berg (800 m ü. A.) und Schwaighofenberg nach Oberplainfeld läuft. Von dort zieht sich der Alpenrandzug über die Talwasserscheide Enzersberg nordwestlich zum Flyschrücken des Kolomannsberges. 
Den Nordrand des Heubergs bildet die Talung des Söllheimer Bachs und Schernbachs, in der die B 1 (Wiener Straße) und die A 1 (Westautobahn) verlaufen. Im Süden wird der Berg durch das Tal des Alterbaches mit der B 158 (Wolfgangsee Straße) begrenzt, im Südosten durch den Plainfelder Bach.

### Ortschaft Heuberg und Aussichtspunkte
Die Ortschaft Heuberg selbst liegt als Streusiedlung am Südrand des Höhenzugs, oberhalb von Plainfeld und der sogenannten Radauerkurve der B 158. Sie wird heute vornehmlich durch die Koppler Gruberfeldsiedlung ⊙ gebildet.
Der Heuberg ist vor allem als Aussichtspunkt auf die Stadt sowie die gegenüberliegenden Berchtesgadener Alpen und die Weiten des Alpenvorlandes vielbesucht. Gute Aussichten sind ferner am Gasthof Schöne Aussicht (573 m ü. A. ⊙) möglich, der aus dem Bauerngut Unterleiten hervorgegangen ist. Oberhalb des Gutes Oberleiten liegt zudem der Aussichts-Gasthof Daxlueg (725 m ü. A. ⊙).

## Geologie
Geologisch gehört der Heuberg zur rhenodanubischen Flyschzone, genauer zum Flyschgebiet zwischen Salzach und Irrsee. Der Unterhang gegen Gnigl besteht kleinräumig aus Moränenmaterial der Würmeiszeit, vor allem aber aus Mergelgestein der Zementmergelserie. Das Plateau des lang gestreckten Hügels besteht in seinem Südostteil großteils aus Mürbsandstein aus der Zeit der Oberkreide bis zum Paläozän. 

## Geschichte
Eine frühgeschichtliche Besiedelung des Berges ist bisher nicht bekannt, durch seine wenig schroffen Formen bot der Berg auch wenig Rückzugsräume. Dagegen wurde das Bergplateau und die Südseite des Berges schon im Frühmittelalter als Wiesenland genutzt, was auch in der Bezeichnung Heuberg seinen Niederschlag fand. Der Name scheint urkundlich zuerst 1141 als ad Howberga, in der Folge auch als Haiberga auf.
Die Hänge des Berges vor allem im Norden bilden noch heute ein großräumiges Forstgebiet, das früher den Namen St. Peter Holz trug und auch heute noch teilweise dem Stift St. Peter in Salzburg gehört.
Über den Heuberg verläuft auch die Trasse des 380-kV-Hochspannungsringes, Abschnitt  St. Peter am Hart/OÖ–Tauern (380 kV-Salzburgleitung), von der Anbindung Umspannwerk Salzach neu die weiter über den Gaisberg nach Süden führt, ein wegen der Bedeutung als Naherholungsgebiet der Stadt Salzburg umstrittenes Projekt.